# Eufriesea auripes
Eufriesea auripes là một loài Hymenoptera trong họ Apidae. Loài này được Gribodo mô tả khoa học năm 1882.